# Potentilla bertramii
Potentilla bertramii là loài thực vật có hoa trong họ Hoa hồng. Loài này được Azn. miêu tả khoa học đầu tiên.